# Nagy Barna Gábor
Nagy Barna Gábor (Budapest, 1942. február 22.) magyar manöken, modell. Az 1960-as években az Utasellátó reklámarca volt.

## Élete
A 60-as évek modellje. Az Utasellátó reklámarca volt. Ikonikus fotóit a MaNDA, Magyar Digitális Múzeum is őrzi
.
A Corvin Áruház reklámjaiban is szerepelt, amikor még igen kevés modell volt, például Szécsi Pál-lal is. Számos kiadványban, reklámban jelentek meg fotói.
Divatbemutatókhoz is hívták. A 60-as években nem volt még manöken-iskola, de feltétel volt a működési engedély, amit a Magyar Hirdető adott ki.
Édesanyja révén megismerte Deli Mari híres manökent, akivel aztán első divatbemutatóján szerepelt. Deli Mari beszélte rá a modellkedésre.
Akkoriban nem volt még férfi öltöző, de segítette a divat világában eligazodni Fekete Klári manöken is, aki akkoriban már kiemelkedő manöken volt. A kor máig ismert modelljeivel dolgozott, például Szalma Piroskaval, Rihetzky Judittal, Albertini Jánossal.
Fotósai voltak, többek között Kácsor László, Bara István fotóművészek.
A Mentőknél is dolgozott, mivel a modellmunka nem biztosított senkinek rendszeres jövedelmet, kizárólagos modell nem volt. Édesapja sebész, a Budai Állomás Főorvosa volt, itt ápolóként dolgozott. 1967-ben az Amerikai Egyesült Államokba disszidált.
Megnősült, házasságából egy fiuk született. A Maserati Szalon menedzsereként ment nyugdíjba.